# 社会法西斯主义
社会法西斯主义（英語：Social fascism）是共产国际在1930年代早期持有的一种理论。它认为社会民主主义是法西斯主义的变种，在资本主义经济崩溃和无产阶级激进化的第三时期中，阻碍了无产阶级专政。纳粹党在德国上台后，共产国际抛弃了“社会法西斯主义”理论，转而提出人民阵线理论。1928年召开的共产国际第六次代表大会首次提出这一说法。